# Gloriavale Christian Community
Gloriavale Christian Community – niewielka i odizolowana grupa chrześcijan, zamieszkujących Haupiri na West Coast w Nowej Zelandii, z populacją wynoszącą ok. 500 osób. Od 2008 działa jako zarejestrowana organizacja charytatywna. Doniesienia dotyczące kontrowersyjnych praktyk w społeczności doprowadziły do codziennych kontroli policyjnych tejże społeczności w 2018.

## Historia
Grupa została założona w 1969 przez Neville'a Coopera (znanego jako Hopeful Christian), australijskiego kaznodzieję, który przybył do Nowej Zelandii jako ksiądz. Założył społeczność, która stała się znana jako Springbank Christian Community w pobliżu Christchurch.
Gdy liczba osób w społeczności zaczęła się zwiększać, dotychczasowe tereny zamieszkiwane przez grupę przestały wystarczać. W związku z tym jej członkowie zakupili ziemię na West Cost i przenieśli się na ten teren w latach 1991-1995. Nazwali swoją nową posiadłość Gloriavale, zakładając Gloriavale Christian Community. Nieruchomość znajduje się ok. 60km w głąb lądu od Greymouth.

## Charakterystyka społeczności
Członkowie wspólnoty żyją zgodnie z zasadami chrześcijańskiego fundamentalizmu, zgodnie z własną interpretacją nauk Nowego Testamentu. Starają się podtrzymywać tradycje pierwszego chrześcijańskiego kościoła w Jerozolimie (Dz. Ap. 2: 41-47) poprzez dzielenie się i uznawanie wszystkich rzeczy za wspólne. Grupa uczy, że jedyną prawdziwą drogą do zbawienia jest wiara w Jezusa Chrystusa i posłuszeństwo przykazaniom Boga.
Społeczność zarabia na różnych przedsięwzięciach, w tym na mleczarniach i wytwarzaniu produktów ogrodniczych wykonanych z mchu torfowca. Prowadzą również hodowle jeleni i owiec, a także prowadzą loty czarterowe wraz z ich firmą Air West Coast.
Społeczność prowadzi Gloriavale Christian Community School, prywatną szkołę, która została przeniesiona na West Cost w 1990.